# Oroplexia retrahens
Oroplexia retrahens är en fjärilsart som beskrevs av Walker 1857. Oroplexia retrahens ingår i släktet Oroplexia och familjen nattflyn. Inga underarter finns listade i Catalogue of Life.